# 原聖
原 聖（はら せい、5月12日 - ）は、日本の男性声優。神奈川県出身。かつて、エーエス企画に所属していた。

## 出演作品

### ゲーム
ブラウザゲーム
- FREE JACK（ワイルド[2]）

2009年
- デススマイルズII 魔界のメリークリスマス（サタンクロウズ[3]）※アーケード

2010年
- デススマイルズII 魔界のメリークリスマス（サタンクロウズ）※Xbox 360

### 吹き替え
※（）役名、〔〕俳優名
ドラマ
- イエスと二人のマリア～選ばれし愛の生涯～（アリマタヤのヨセフ[2]）
- 18・29〜妻が突然18才!?（カン・チス(大魔王)[2][3]）〔シン・グ〕

映画
- インビジブル・ターゲット[2]
- 奇襲戦線 ナチス弾道ミサイルを破壊せよ!（バシリー・フィリポヴィッチ、他[2]）
- シャオ夫人のお葬式大作戦!（ワン氏[2]）
- マネーボール (映画)（ピターロ、他[2][3]）
- 100FEET（プリチェット神父[2]）

### その他
- パチンコ：ROOKIES
- 邦画：不安の種（監督・脚本：長江俊和、是空） -　刑事 役 (声のみ)